# 1933

## أحداث
- تأسيس مدينة تستسرليغ وتقع حاليا في منغوليا.
- تأسيس مدينة کوترال کو [الإنجليزية] وتقع حاليا في الأرجنتين.
- تأسيس مدينة بلخان آباد وتقع حاليا في تركمانستان.
- 23 فبراير: تأسيس مدينة إل تيغري [الإنجليزية] وتقع حاليا في فنزويلا.
- 24 أكتوبر: تأسيس مدينة غويانيا وتقع حاليا في البرازيل.
- نشأ حرب بين المملكة العربية السعودية وجمهورية اليمن انتهت بضم مناطق جازان وعسير ونجران للمملكة العربية السعودية.
- 30 يناير - صعود أدولف هتلر إلى سدة الحكم في ألمانيا.
- 24 مارس - النسخة البريطانية من صحيفة Daily Express تضع عنوان «إعلان اليهود الحرب على ألمانيا» على الصفحة الأولى لمقالة عن مقاطعة البضائع الألمانية.
- 4 أغسطس - صدور أول عدد لجريدة عمل الشعب المغربية.

## مواليد
- ميشال جرجي سليمان
- آرنو بينزياس
- آن ريتشاردز
- أبو الحسن بني صدر
- أبو بكر عزت
- أحلام (مغنية مصرية)
- أحمد الحسن الخطيب
- أحمد مفتي زادة
- أزيليو فيتشيني
- أكيهيتو
- ألفارو سيزا
- أمارتيا سن
- أمين شنار
- أناتولي كروتيكوف
- إبراهيم نحال
- إدموند فيليبس
- سليمان عبد الرزاق المطوع
- إسرائيل شاحاك
- إغناطيوس زكا الأول عيواص
- إلينور أوستروم
- إنريكو ألبرتو
- إيرمتراود مورجنر
- الحبيب بولعراس
- المهدي المنجرة
- بنت هانسن
- بوبي روبسون
- بول كروتزن
- تشارلز كاو
- تشارلز ويلسون (سياسي)
- توم سكيريت
- توني بوسكوفيتش
- تيتوس بوبرنيك
- جاست فونتين
- جلال طالباني
- جمال إسماعيل
- جورج ميتشل
- جوزيف آشباك
- جيري سومرز
- جيري فالويل
- جيمس ميريديث
- جيهان السادات
- جيورجيس لاميا
- جيوسيبي فارينا
- حسن عريبي
- حسن مصطفى
- حسين نصر
- حليم بركات
- خالد عيسى الصالح
- داليدا
- رشوان توفيق
- رشيد صفر
- روبرت كورل
- رومان بولانسكي
- ريتشارد إرنست
- ريتشارد روجرز
- رينيه جان جاكيه
- زغلول النجار
- زهير البحراني
- ساسون سوميخ
- ستيفن واينبرج
- سلوى حجازي
- سمير سرور
- شريفة فتحي
- صلاح خلف
- طاهر غرسة
- عبد الحميد البكوش
- عبد الرحمن الهيلة
- عبد الحميد كشك
- عبد الله الشيخ
- عبد الله بن جبرين
- عبد الله العروي
- عبد الله بن حسين بن ناصر الأحمر
- عزت العلايلي
- علي شريعتي
- عمر كدرس
- عيسى بن سلمان آل خليفة
- غريغوريوس الثالث لحام
- غوستافو جانيوني
- غسان جبري
- فؤاد المبزع
- فاطمة أحمد إبراهيم
- فالنتين بوبوكين
- فتحي يكن
- فرانشيسكو خينتو
- فيصل الشعبي
- كرم مطاوع
- كريمان
- كلود كوهين تانوجي
- كمال الجنزوري
- كورازون أكينو
- كورت ليندر
- كيث سبورجون، لاعب ومدرب كرة قدم إنجليزي.
- لاري كينغ
- لينا مدينا
- ماتي فينيفيسي
- مادبالا
- مارك زاخاروف
- محمد أحمد نعمان
- محمد الباجي
- محمد الصياح
- محمد الفايد
- محمد بشير الأمين
- محمد رسول الكيلاني
- محمد علي رجائي
- محمود المعايطة
- مريم فخر الدين
- مصطفى السعيد (سياسي)
- مهدي شاكر العبيدي
- ميشيل صباح
- ميشيل هيدالغو
- ناريمان صادق
- نايف بن عبد العزيز آل سعود
- نجيب بلخوجة
- نواف بن عبد العزيز آل سعود
- نيكولاي راينا
- نينا سيمون
- هادي العلوي
- هاينريخ روهرير
- هيكتور أورتيز
- والتر فونتروي
- يحيى الرخاوي
- يورن دونر
- يوكو أونو
- يونان لبيب رزق
- ييجي غروتوفسكي
- ييري تيتشي
- عبد الرحمن منيف الروائي السعودي.
- مايكل كين ممثل إنجليزي.
- الأميرة هيام
- صباح فخري

### مارس
- 10 مارس - عبد الحميد كشك، داعية مصري.

### نوفمبر
- 1 نوفمبر - طارق البشري، قاض ومفكر مصري.

### ديسمبر
- 27 ديسمبر - محمود حمدي زقزوق، وزير أوقاف مصري سابق.

## وفيات
- أحمد الشريف السنوسي
- أدولف لوس
- أونو كايلس
- بول باينلوف
- بينتون ماكميلين
- ثوبتين غياتسو
- جارلز ناثنيال هاسكل
- جواد البلاغي
- جون بنيامين كندريك
- جون غلزورثي
- جيمي روجرز (مغني ريفي)
- عدلي يكن
- غونبه ياماموتو
- فرانوسا بومبون
- فيصل الأول
- فيلهلم كونو
- كالفين كوليدج
- كلارا زتكن
- لويجي أمديو
- ماري باركر فوليت
- محمد مناشو
- محمد نادر شاه
- هنري ستيورات كارتر
- روبرت تشييزيبرو
- وديع عقل
- آني بيزنت كاتبة بريطانية
- عمر الكردي الكوراني
- فيكتور ميريك

### ديسمبر
- 26 ديسمبر – ماري آن بيفان.

## نال جائزة نوبل
- في الفيزياء – مناصفة بين النمساوي إروين شرودنغر والبريطاني بول ديراك
- في الكيمياء – محجوبة.
- في الطب – الأمريكي توماس مورغان.
- في الأدب – الروسي إيفان بونين.
- في السلام – البريطاني نورمان إنجيل.